# 江洛金·索朗杰布

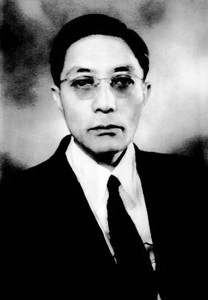

江洛金·索朗杰布（藏語：ལྕང་ལོ་ཅན་བསོད་ནམས་རྒྱལ་པོ་，威利转写：lcang lo can bsod nams rgyal po，1897年—1972年）藏族，西藏拉萨人，西藏贵族、政治活动家、社会改革家、文学家，中华人民共和国官员。

## 生平

### 早年生涯
江洛金·索朗杰布出生于一个西藏贵族家庭。6岁起，开始学习藏文，并入拉萨甘丹厦私塾学习。16岁起，其父常带他四处游历并参加政务活动，以令其熟悉政务，学习写作公文，并邀格西喜饶嘉措等来家里教江洛金·索朗杰布诗词和语法等，还让他赴拉萨附近的寺院接受藏传佛教教育。

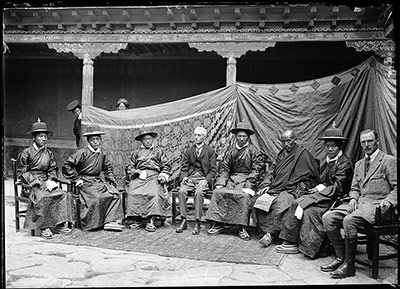
1921年8月攝。江洛金為左起第二人。

25岁起，江洛金·索朗杰布赴江孜英军营地接受三年训练。返回拉萨后，被噶厦和藏军司令部派赴印度购买军火。1921年3月，因为武官集团、保守官员集团、寺院集团三方面矛盾日趋加深，十三世达赖遂对藏军代本等官员施行降级、罚金等处分，江洛金·索朗杰布被剥夺了公爵，降为赛朗巴（四品）。
1933年，江洛金·索朗杰布被任命为阿里堆噶本，但他未赴阿里就职，而是派出一位代表赴阿里代理。江洛金·索朗杰布自己在拉萨附近的扎细联合制造厂任达赖的爱臣土登贡培的助手。

### 推动改革

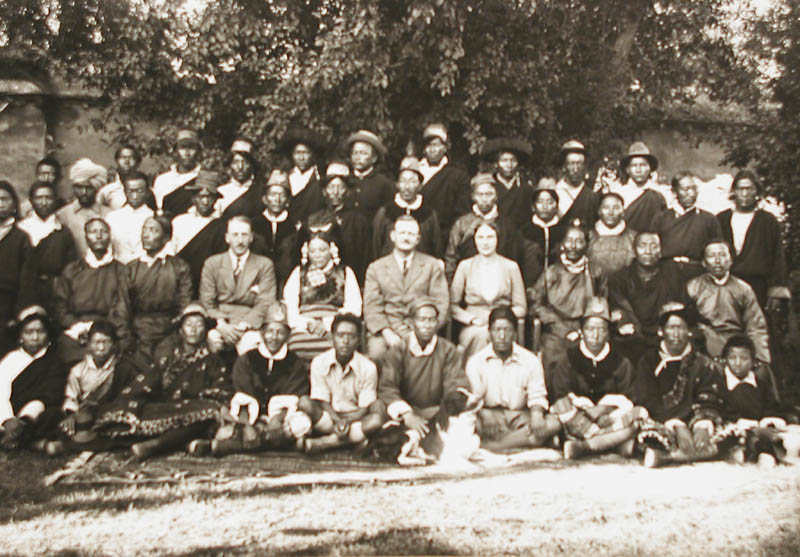
1933年9月與英國駐拉薩使團在德吉林卡合影。第二排左二為江洛金。

1933年十三世达赖圆寂后，西藏高层就“后20年西藏”的领导人问题召开“扩大会议”，与会人士争执十分激烈。一些人提议设立“摄政会议”，由在政司伦尧西朗顿外加两位僧俗官员组成该会议。另一些人则主张按照此前先例，派一位大活佛任摄政。与会的江洛金·索朗杰布对此发言称：“把一位无知的小喇嘛置于最高宝座上，再由一位年老的喇嘛管家掌握实权，坐在一侧吸着鼻烟操纵，如此而已。”江洛金·索朗杰布认为，应当由政府官员管理政府，而不应让喇嘛管家操纵政府，并认为应增补两名僧俗司伦。他的发言后来给他招来灾祸。
据研究者分析，江洛金·索朗杰布当时倾向于在西藏实行“英国式的制度”，即君主立宪制。因为他见西藏长期实行政教合一制度，达赖既是至高无上的宗教领袖，又担任政府首脑，故西藏噶厦的众多日常事务都是围绕宗教展开，而在解决民生问题、藏民族发展、经济建设等方面则无所作为。他认为必须实行政治制度改革，让行政专家治理政府。
江洛金·索朗杰布的这些改革思想同当时保守的西藏高层格格不入。此后，江洛金·索朗杰布因卷入“旨在改革西藏政体”的龙厦事件而被流放到西藏东南部的贡布孜岗宗。在该地，他同土登贡培一起逃往印度，此后在印度生活了10年。

### 流亡印度
在印度期间，江洛金·索朗杰布结识了更敦群培、邦达饶嘎、苦奴塔钦等藏族知识分子，后来还加入西藏革命党，并成为该党重要骨干。该党企图推翻西藏原有的政治和社会制度，对西藏的政教合一制度和封建奴隶制社会进行革命性的改造。西藏革命党的更敦群培曾说：“必须改变这个政府，削弱僧人的权力和影响，使人民接受教育，重新分配财产……。与此同时，在可能的范围内，应当做出一种选择，抛弃旧社会中的消极面，保留对重建一个新西藏有用的风俗习惯和精神价值。”这体现了西藏革命党的革命理想。当时，江洛金·索朗杰布已经不再主张仿效“英国制度”，他和其他西藏革命党人将孙中山的《三民主义》译为藏文，他还“一直拥有一本马克思的《共产党宣言》的复制本”。
据说，江洛金·索朗杰布刚到印度时，曾任藏文教师，并随更敦群培、塔钦巴布创作了许多随笔、诗歌等作品以及《书牍轨范》等工具书，和曲尼旺姆合作将若干英文著作译为藏文。他也協助塔钦巴布編輯《西藏鏡報》。
西藏革命党遭到印度政府查封后，江洛金·索朗杰布自印度回到西藏拉萨。当时，正逢十四世达赖亲政后赦免了江洛金·索朗杰布。

### 回到西藏
1951年解放軍進藏初期，江洛金·索朗杰布参与了西藏部分高层人士自发组成的“拉桑岗堆”的活动。拉桑岗堆这一组织的主要功能是筹集粮食，并将粮食出售给驻西藏的中国人民解放军。江洛金·索朗杰布做了许多工作以帮助驻西藏的中国人民解放军解决粮食和柴禾的供应问题。
1952年1月，西藏军区藏文训练班开学，江洛金·索朗杰布应邀在开学典礼上讲话。江洛金·索朗杰布在讲话中称：“今天有这么多汉、藏人在一起学习，刚才我感到好像在做梦，像在梦境。现在我擦了一下眼睛，不是梦，是现实。”学员们随即热烈鼓掌。江洛金·索朗杰布接着说，“在毛主席的领导下，汉、藏民族团结起来了。大家到这里来，是为西藏人民服务的。服务是很难的，需要学习藏文藏话才行。好比两块木板，要粘在一起，必须使用胶水；又好比两个人要作朋友，语言不通就很难结成朋友。今天大家来学习，这是一件好事，学习要虚心，不要骄傲，就是原来懂得一点藏语文的同志，也不要骄傲，不要自以为是。”“你们看，院子里的苹果树，树枝都仰头朝天，原因就是没有结果子，如果到秋天果实累累，它就枝头向下了。希望大家都像结满果实的苹果树一样。”“我老了，我的牙齿都脱落了，但我还要学习汉文汉语。这样，汉人学习藏语文，藏人学习汉语文，汉藏民族团结起来，就像一杯水再加上一杯奶，融合在一起，而不是水中加了油，油漂在水上面。”
1952年2月18日，西藏军区在雪康林卡召开“兴办学校”座谈会，阿沛·阿旺晋美、擦绒·达桑占堆、噶雪巴·曲结尼玛、桑颇·才旺仁增、江洛金·索朗杰布等50余人应邀参加座谈会，会后宣布噶雪巴·曲结尼玛、桑颇·才旺仁增、邦达、擦珠·阿旺洛桑、阿沛·阿旺晋美、江洛金·索朗杰布、林亮、李安宅等14人为拉萨小学筹备委员会委员。拉萨小学创立后，江洛金·索朗杰布任该校教务主任和副校长，主持该校日常事务。
同年，西藏军区编审委员会成立，江洛金·索朗杰布参加该会，主持创办了《藏文新闻简讯》。在编审委员会中，江洛金·索朗杰布和擦珠·阿旺洛桑活佛是主要的撰稿人，他们共同负责的《藏文新闻简讯》于1956年升格为《西藏日报》藏文版。当时，“新闻”与“报纸”在藏文中都是新名词，尚无固定译法。西藏军区编审委员会委员就此进行了讨论，有的认为不应区别这两个词，有的则认为应当区别。几位会英文的委员指出了NEWS和NEWS  PAPER之间的区别；有的委员认为应当将“西藏日报”翻译为藏文“西藏每日新闻”（TIBET  AN  DAILY  NEWS），这一译法最初被接受。后来，江洛金·索朗杰布发明了沿用至今的藏文“报纸”一词，并解释称，首字取印刷时的声音“嚓”（原意为“点儿”），第二字乃藏文原有的词，意为“印刷品”，他的发明被接受。
1953年初，经各方面协商，临时机构“雄竹基佐康”（即“粮行”）在拉萨成立。该机构的职能是统管粮食买卖，既保证驻藏中国人民解放军的粮食供应，又照顾城镇居民的粮食供应。江洛金·索朗杰布被噶厦授予台吉（三品）衔，并任雄竹基佐康的主要负责人之一。
同年，拉萨爱国青年文化联谊会成立。谭冠三、阿沛·阿旺晋美、江洛金·索朗杰布等人在成立大会上讲话。该联谊会第一次全体委员会议选举十四世达赖的大哥当彩活佛为主任委员，雪康·土登尼玛、江洛金·索朗杰布、平措旺阶、梁枫、王沛生（回族）、噶雪·顿珠等为副主任委员。
1958年，中央有关部门组织了由70人组成的西藏社会历史调查组进入西藏。学者张怡逊率《藏汉大辞典》领导小组赴拉萨地区收集资料编辞条。其工作获江洛金·索朗杰布等积极支持，藏汉知识界组成了专门班子，审定修改该辞典的文稿。江洛金·索朗杰布为《诗镜论》意义修饰法三十五类的词条一一创作诗例。
1962年，江金·索朗杰布发表《欢迎文成公主进藏》，将历史上的文成公主和在上海戏剧学院毕业后回到西藏拉萨演出话剧《文成公主》的藏族演员们联系在一起，赞美汉藏团结。 
1958年7月，被任命为西藏自治区筹备委员会委员。他还担任西藏自治区筹备委员会文教处处长、文管会副主任。后来，任西藏自治区文管会主任、全国政协委员、西藏自治区政协副主席等职务。
1972年，江洛金·索朗杰布逝世。

## 家庭
- 父：江洛金·朗杰次旦[3]
- 母：多吉央吉[3]
- 兄：朗杰次旺[3]
- 大姐：德炯旺姆[3]